# Jan Śleszyński
Jan Śleszyński   (Lysianka, 23 de juliol de 1854 - Cracòvia, 9 de març de 1931) va ser un matemàtic polonès destacat pels seus treballs sobre lògica matemàtica.
Śleszyński va estudiar a les universitats d'Odessa, on es va graduar el 1875, i de Berlín, on es va doctorar el 1882. El 1893 va ser nomenat professor de la universitat d'Odessa i el 1911 va passar a la universitat de Cracòvia en la qual es va jubilar el 1924.
Els seus treballs publicats versen sobre fraccions contínues, mínims quadrats i teoria de la demostració. Va ser un dels fundadors de l'escola polonesa de lògica matemàtica: en el seu llibre Teoria de la demostració (Teorja dowodu) (1925-1929), escrit en col·laboració amb el seu deixeble Stanislaw Zaremba, va aportar contribucions importants i originals als fonaments de les matemàtiques. També és obra seva el criteri de convergència de les fraccions contínues publicat el 1889, descobert simultània e independentment per Alfred Pringsheim.